# Новоспасский сельсовет (Курская область)
Новоспасский сельсовет — сельское поселение в Золотухинском районе Курской области Российской Федерации.
Административный центр — село 1-е Новоспасское.

## История
Статус и границы сельского поселения установлены Законом Курской области от 21 октября 2004 года № 48-ЗКО «О муниципальных образованиях Курской области»

## Население
| 2002 | 2010 | 2012 | 2013 | 2014 | 2015 | 2016 |
| ---- | ---- | ---- | ---- | ---- | ---- | ---- |
| 1048 | ↘896 | ↘886 | ↗905 | ↗961 | ↘952 | →952 |
| 2017 | 2018 | 2019 | 2020 | 2021 |      |      |
| ↘939 | ↘931 | ↘905 | ↘901 | ↗968 |      |      |

## Состав сельского поселения
| № | Населённый пункт | Тип населённого пункта       | Население |
| - | ---------------- | ---------------------------- | --------- |
| 1 | 1-е Новоспасское | село, административный центр | ↗397      |
| 2 | 1-е Скородное    | деревня                      | ↘127      |
| 3 | 2-е Новоспасское | деревня                      | ↘29       |
| 4 | 2-е Скородное    | деревня                      | ↘164      |
| 5 | Дерлово          | деревня                      | ↘179      |